# Tower defense
Tower defense (с англ. — «башенная защита», сокращённо TD) — поджанр компьютерных стратегических игр. Задача игрока в играх подобного жанра — расправиться с наступающими врагами, называемыми в некоторых играх «крипы» (от англ. creep), до того, как они пересекут карту, с помощью строительства башен, атакующих, когда враги проходят вблизи. Противники и башни обычно различаются по характеристикам и цене. Когда враги побеждены, игрок зарабатывает деньги или очки, которые используются для покупки или модернизации башен.
Подбор вида башен и их расположение — неотъемлемая стратегия игры. Обычно «крипы» пробегают через подобие лабиринта, что даёт игроку возможность стратегического размещения башен, но также существуют известные версии игры, названные линейными TD, где вместо лабиринтов используются прямые пути. В некоторых версиях игрок может сам выстраивать лабиринт из башен и блоков.

## История развития
Один из самых ранних представителей TD — аркадная игра Rampart, перенесённая впоследствии на множество платформ. Игра стала причиной создания ряда карт игры StarCraft, получивших название Turret defense, которые, в свою очередь, вдохновили на создание карт Sunken и Hero Defense (Warcraft III). Такие[какие?] модификации стали популярными среди игроков в Warcraft III и Age of Empires II, затем укрепившись в виде отдельного жанра.
Первым представителем отдельной игры в жанре tower defense стала компьютерная игра Master of Defense, вышедшая 7 ноября 2005 года. Она добилась большой популярности и в 2006 получила награду «Стратегия года» от GameTunnel.
Разработчик игры WarCraft компания Blizzard создала дополнительный уровень Tower defense в Warcraft III: The Frozen Throne.
Популярный образец жанра — браузерная флеш-игра GemCraft. Жанр существует и на других платформах, таких как мобильные телефоны (Town Defense, Tower Defense, Plants vs Zombies), PSP (VectorTD, Castle Rustle, Field Runner).

## Разновидности
Имеются несущественные различия между разными играми данного типа. Например, в большинстве версий, когда башня модернизируется, её радиус действия, уровень и мощность увеличиваются одновременно. Однако в версии игры под названием Onslaught Defence каждый параметр может быть улучшен отдельно. В некоторых играх враг может обороняться. В отдельных версиях маршрут продвижения врага не ограничен какими-либо стенками. Волны наступления могут начинаться по команде игрока (тем самым давая возможность спокойно подготовиться), либо с определённым промежутком времени. Могут присутствовать элементы экономической стратегии (например, можно построить банк, который будет в геометрической прогрессии увеличивать денежные средства). Противники в разных играх могут различаться по своим свойствам — например, некоторые из них могут быть летающими, и для их поражения требуются специальные «противовоздушные» башни.
В игре GemCraft разделили башни (и ловушки) от их активных способностей по атаке (которые обеспечиваются драгоценными камнями). Камни могут выниматься из башен и объединяться, усиливаясь при этом. Дополнительно, появились характеристики игрока, развивающиеся от карты к карте. Уже появились другие игры, использующие данную находку.
Также существует тип игр tower invasion, где человек управляет «крипами», которые должны миновать вражеские башни.
Существует много разновидностей tower defense. Так, к примеру, в инди-игре Tower Chip Defence башни представляют собой электронные элементы, впаиваемые в печатную плату.
Tower defense может также «смешиваться» с другими жанрами. Например, Sanctum — смесь классического TD и шутера от первого лица, где игрок как бы «помогает» защитным сооружениями отбивать волны врагов собственным оружием. А в серии Toy Solders можно помочь своим башням не только героем, но и игрушечной техникой и ручным управлением башен.
Кроме того, есть игры жанра tower offence, где игрок вместо отбивания осады сам пытается прорваться сквозь защиту.